# ほっ?
『ほっ?』は、堀江由衣のキャラクターソングベストアルバム。2003年3月26日にスターチャイルドから発売された。

## 解説
- スターチャイルド内でリリースされたサントラ・ボーカルアルバムの中で堀江が歌ったキャラクターソング、イメージソングを中心にセレクトされているが、スターチャイルド外からリリースされた楽曲も数曲収録されている（2,3,6,7曲目）。
- 1曲目「PINCH!」はこのアルバムで初めてCD化された。
- このアルバムのために録り下ろされた楽曲もある（17,18曲目）
- 3万枚限定生産であったが、人気があったため、スターチャイルド関連のラジオで5万枚限定生産と発表された。現在は廃盤となっている。

## 収録曲
1. PINCH! [5:09]
作詞：松葉美保、作曲・編曲：西岡治彦
2. my best friend [3:59]
作詞：Sora、作曲：川井憲次、編曲：船山基紀
3. Dear mama [4:03]
作詞：Sora、作曲：川井憲次、編曲：船山基紀
4. 空のように… [4:29]
作詞：木本慶子、作曲：佐藤英敏、編曲：五島翔
5. ハートはうらがえし [3:19]
作詞：木本慶子、作曲・編曲：坂本洋
6. ここで良かったね [5:40]
作詞・作曲：志倉千代丸、編曲：磯江俊道
7. Destiny [4:18]
作詞：谷亜ヒロコ、作曲・編曲：見岳章
8. girlish [4:50]
作詞：椎名可憐、作曲：出雲麻紀子、編曲：近藤昭雄
9. 春だもの! -なるVersion- [3:39]
作詞・作曲：岡崎律子、編曲：十川知司
10. For フルーツバスケット [4:26]
作詞・作曲：岡崎律子、編曲：村山達哉、コーラス・コーラスアレンジ：岡崎律子
11. 小さな祈り [3:21]
作詞・作曲：岡崎律子、編曲：村山達哉、コーラス・コーラスアレンジ：岡崎律子
12. キラリ☆宝物 [3:47]
作詞・作曲：雲子、編曲：十川知司
13. be for you,be for me [4:36]
作詞・作曲：伊藤千夏、編曲：五島翔
14. その先のJustice [4:44]
作詞・作曲・編曲：松浦有希
15. IN YOU [5:33]
作詞：広木由架、作曲：岡田実音、編曲：五島翔
16. 青薄 [4:33]
作詞：李醒獅、作曲：イズミカワソラ、編曲：五島翔
17. サクラサク-ほっ? version- [3:11]
作詞・作曲：岡崎律子、編曲：十川知司
18. イツマデモ♡ドコマデモ-ほっ? version- [4:06]
作詞・作曲：岡崎律子、編曲：十川知司

## タイアップ
| 曲名                 | タイアップ                                                                                   |
| -------------------- | -------------------------------------------------------------------------------------------- |
| PINCH!               | OVA『フォトン』主題歌                                                                        |
| my best friend       | WOWOWノンスクランブル枠アニメーション『鉄コミュニケイション』オープニングテーマ              |
| Dear mama            | WOWOWノンスクランブル枠アニメーション『鉄コミュニケイション』エンディングテーマ              |
| 空のように…          | テレビ朝日系特撮ドラマ『千年王国III銃士ヴァニーナイツ』挿入歌                                |
| ハートはうらがえし   | テレビ東京系テレビアニメ『六門天外モンコレナイト』イメージソング                             |
| ここで良かったね     | プレイステーション・ドリームキャストゲームソフト『悠久幻想曲3 Perpetual Blue』イメージソング |
| Destiny              | キッズステーションテレビアニメ『人造人間キカイダー THE ANIMATION』エンディングテーマ         |
| girlish              | プレイステーションゲームソフト『シスタープリンセス』イメージソング                           |
| キラリ☆宝物          | OVA『ラブひな Again』オープニングテーマ                                                      |
| be for you,be for me | OVA『ラブひな Again』エンディングテーマ                                                      |
| その先のJustice      | テレビ東京系テレビアニメ『シャーマンキング』イメージソング                                   |
| IN YOU               | テレビ東京系テレビアニメ『シャーマンキング』イメージソング                                   |
| 青薄                 | テレビ東京系テレビアニメ『SAMURAI DEEPER KYO』イメージソング                                 |